# Монтеалегре-де-Кампос
Монтеалегре-де-Кампос (ісп. Montealegre de Campos) — муніципалітет в Іспанії, у складі автономної спільноти Кастилія-і-Леон, у провінції Вальядолід. Населення — 144 особи (2010).
Муніципалітет розташований на відстані близько 190 км на північний захід від Мадрида, 31 км на північний захід від Вальядоліда.

## Демографія
Динаміка населення (INE ):

## Галерея зображень

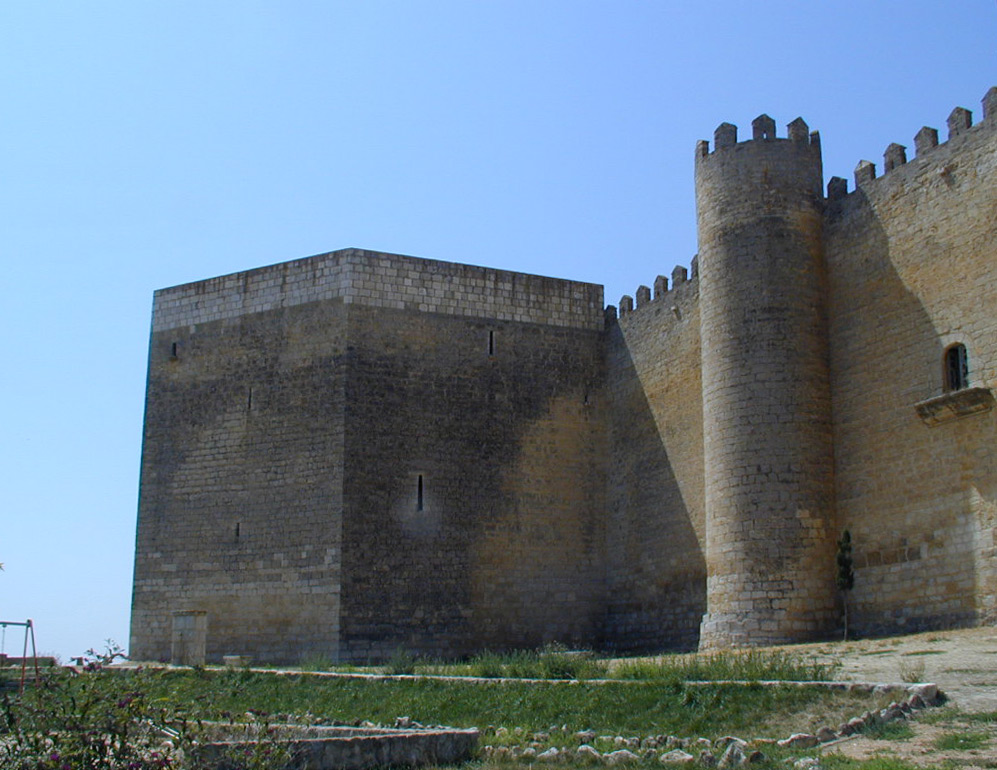
Замок у Монтеалегре